# Rahim Ruszlanovics Csahkijev
Rahim Ruszlanovics Csahkijev (oroszul: Рахим Русланович Чахкиев; Tobolszk, 1983. január 11. –) ingus nemzetiségű oroszországi amatőr ökölvívó.

## Eredményei
- 2004-ben ezüstérmes, 2005-ben és 2006-ban bronzérmes az orosz bajnokságban nehézsúlyban.
- 2007-ben orosz bajnok nehézsúlyban. A döntőben Roman Romancsukot győzte le, és ezzel bekerült a chicagói világbajnokságon induló orosz válogatottba.
- 2007-ben  ezüstérmes a világbajnokságon nehézsúlyban. A negyeddöntőben az azeri Elchin Alizadet, az elődöntőben a francia John M’Bumbát győzte le, majd a döntőben szűk pontozással (6:7) kapott ki az olasz Clemente Russótól.
- 2008-ban olimpiai bajnok nehézsúlyban. A negyeddöntőben John M’Bumbát, az elődöntőben a kubai Osmay Acostát, majd a döntőben a világbajnok Clemente Russót győzte le.

## Profi karrierje
2009-ben cirkálósúlyban kezdte profi pályafutását a hamburgi Universumnál, Erdei Zsolt csapattársaként.